# Calvos de Randim

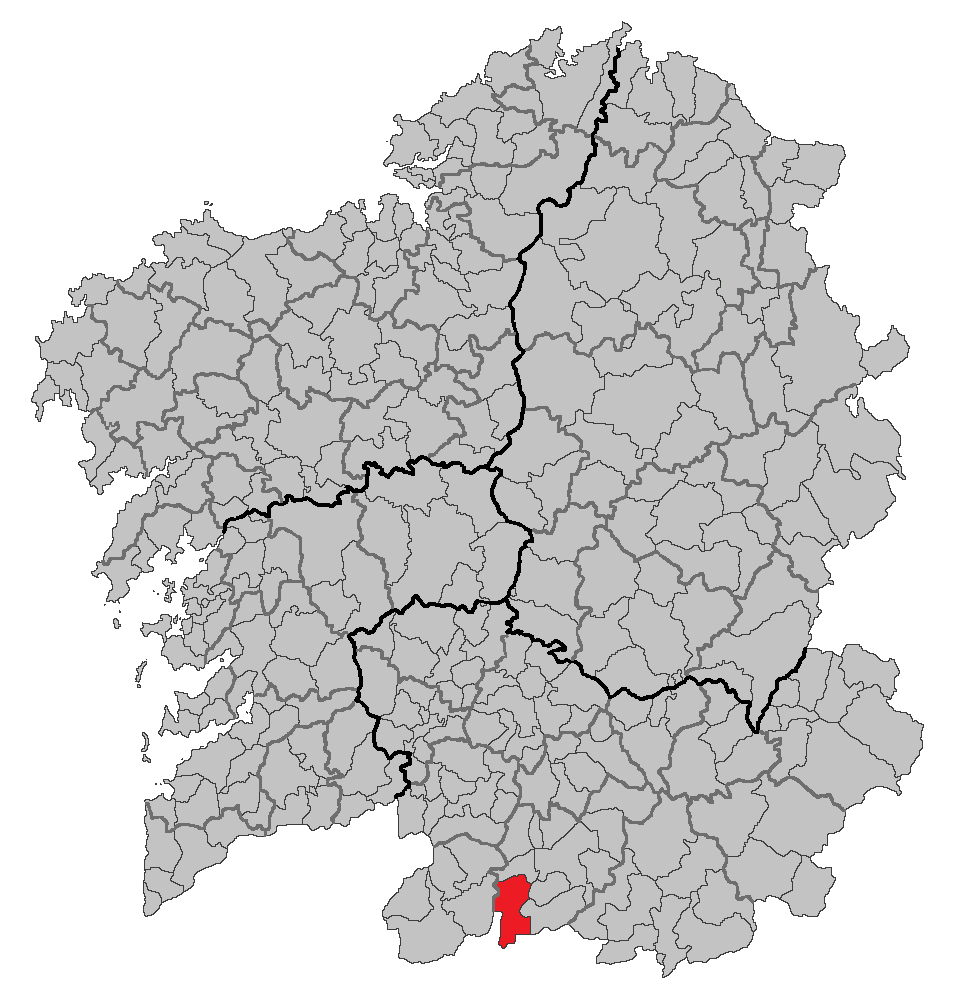
Localização de Calvos de Randim

Calvos de Randim (em normativa RAG e oficialmente, Calvos de Randín) é um município raiano da Espanha na província
de Ourense,
comunidade autónoma da Galiza, de área 97,87 km² com população de 1110 habitantes (2007) e densidade populacional de 11,34 hab./km².
O município é constituído por aldeias da bacia do rio Salas, como Calvos (sede do concelho), Randín, Vilar, Vilariño, Rubiás e Santiago de Rubiás.

## Demografia
| Variação demográfica do município entre 1991 e 2004 | Variação demográfica do município entre 1991 e 2004 | Variação demográfica do município entre 1991 e 2004 | Variação demográfica do município entre 1991 e 2004 |
| --------------------------------------------------- | --------------------------------------------------- | --------------------------------------------------- | --------------------------------------------------- |
| 1991                                                | 1996                                                | 2001                                                | 2004                                                |
| 2044                                                | 1394                                                | 1240                                                | 1212                                                |

## História
As aldeias de Rubiás e de Santiago de Rubiás faziam parte do antigo Couto Misto, extinto pelo Tratado de Lisboa (1864). O antigo castelo português da Piconha também fica situado neste município, assim como o "caminho privilegiado" que ligava o Couto Misto a Tourém.

## Património edificado
- Castelo da Piconha